# Maxera nova
Maxera nova là một loài bướm đêm trong họ Noctuidae.